# خروج نهائي (مسلسل)
خروج نهائي هو مسلسل درامي كوميدي يمني من إخراج محمد الربع وتأليف كل من (محمد الربع، وإبراهيم بادي، وعبد الكريم الشهاري، وخليل العامري وإبراهيم الربع، وأبو بكر سالم). المسلسل من إنتاج قناة المهرية الفضائية.

## أحداث المسلسل
تدور أحداث المسلسل حول قصة ثلاثة أشخاص، من جنسيات مختلفة، فقدوا جوازات سفرهم في الحدود بين دولتين، فعلقوا بين منفذين، وهناك بدأت القصص والحكايا والأحداث الدرامية والكوميدية، ومعها محاولات البحث عن المخرج.

## طاقم العمل

### ممثلون
| الممثل             | الدور     | نوع الدور  |
| ------------------ | --------- | ---------- |
| توفيق الأضرعي      | العم ناصر | بطولة      |
| محمد جمال قلبظ     | محمود     | بطولة      |
| إبراهيم بادي       | ناشر      | بطولة      |
| عبدالكريم الشهاري  | أبو راشد  | بطولة      |
| نبيل السمح         | سنان      | بطولة      |
| رويدا ربيح         | تحفة      | بطولة      |
| محمد قحطان العديني |           | ضيوف حلقات |
| عامر البوصي        |           | ضيوف حلقات |
| يحيى إبراهيم       |           | ضيوف حلقات |
| مبروك متاش         |           | ضيوف حلقات |
| سمير قحطان         |           | ضيوف حلقات |
| خالد الجبري        |           | ضيوف حلقات |
| محفوظ باجبير       |           | ضيوف حلقات |
| نزار السنفاني      |           | ضيوف حلقات |
| زين العابدين ابلان |           | ضيوف حلقات |
| عبيد عبدالكريم     |           | ضيوف حلقات |
| خالد مفلح          |           | ضيوف حلقات |
| أحمد محروس         |           | ضيوف حلقات |
| نجيب الغزي         |           | ضيوف حلقات |
| قاسم رشاد          |           | ضيوف حلقات |
| عبده السحولي       |           | ضيوف حلقات |
| نوفل البعداني      |           | ضيوف حلقات |
| أديب شرف الدين     |           | ضيوف حلقات |
| خالد الراقد        |           | ضيوف حلقات |
| علي الخياط         |           | ضيوف حلقات |
| غزال الخياط        |           | ضيوف حلقات |
| عبدالمحسن المراني  |           | ضيوف حلقات |
|                    |           |            |